# Kentrosaurus aethiopicus
Kentrosaurus aethiopicus es la única especie conocida del género extinto Kentrosaurus (gr. "reptil de punta aguda") de dinosaurio tireóforo estegosáurido, que vivió a finales del período Jurásico, hace aproximadamente 152 millones de años, en el Kimmeridgiense, en lo que hoy se conoce como África. El nombre genérico proviene del griego κεντρον, kentron, que significa "púa" o "punta" y σαυρος, sauros, "lagarto". El nombre del dinosaurio ceratópsido Centrosaurus de finales del Cretácico deriva de la misma raíz griega, pero la primera letra fue cambiada a 'C' y se pronuncia de forma suave, evitando la confusión.
La especie tipo es K. aethiopicus, nombrada y descrita por el paleontólogo alemán Edwin Hennig en 1915. A menudo se cree que es un miembro "primitivo" de la Stegosauria , varios análisis cladísticos recientes lo encuentran como más derivado que muchos otros estegosáuridos y un pariente cercano de Stegosaurus de la Formación Morrison norteamericana dentro de los estegosáuridos.
Los fósiles de K. aethiopicus se han encontrado solo en la formación Tendaguru, que data de finales de la era Kimmeridgiense y principios del Titoniense, hace unos 152 millones de años . Cientos de huesos fueron desenterrados por las expediciones alemanas al África oriental alemana entre 1909 y 1912. Aunque no se conocen esqueletos completos, los restos proporcionaron una imagen casi completa de la construcción del animal.
Kentrosaurus generalmente medía alrededor de 4,5 metros de longitud como adulto, y pesaba aproximadamente una 1,1 toneladas. Caminaba a cuatro patas con las patas traseras rectas. Tenía una cabeza pequeña y alargada con un pico utilizado para morder material vegetal que sería digerido en un intestino grande. Tenía una fila, probablemente doble, de platos pequeños que le bajaban por el cuello y la espalda. Estas placas se fusionaron gradualmente en espinas en la cadera y la cola. Los picos más largos estaban en el extremo de la cola, los cuales usaban para defenderse activamente. También había una espina larga en cada hombro. Los huesos del muslo vienen en dos tipos diferentes, lo que sugiere que un sexo era más grande y más robusto que el otro.

## Descripción

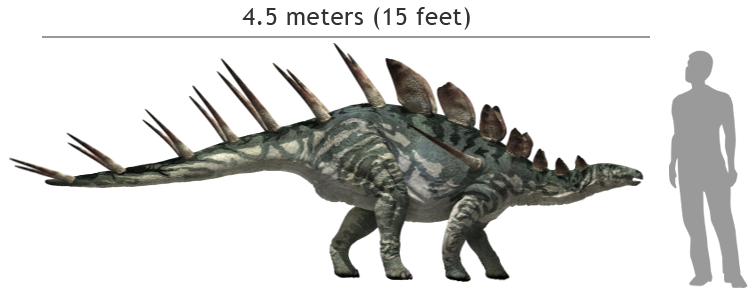
Tamaño en comparación con un ser humano.

Kentrosaurus era un pequeño estegosáurido. Tenía el típico plan corporal de estos dinosaurios, caracterizado por una cabeza pequeña, un cuello largo, extremidades anteriores cortas y extremidades posteriores largas, y una cola larga, horizontal y musculosa. Los rasgos típicos de los estegosáuridos incluyen el alargamiento y la cabeza plana, la poderosa construcción de las extremidades anteriores, las extremidades posteriores erectas y en forma de pilar y una serie de placas y púas que se extienden a ambos lados de la línea media superior del animal. Solo se conocía un solo diente completo cuando Hennig publicó su monografía en 1925. Más tarde, se encontró una parte de un hueso dentario, el hueso de la mandíbula inferior frontal, que lleva un diente que acaba de emerger y algunos fragmentos de dientes se recuperaron de la matriz pegada a otros huesos. El dentario alto es casi idéntico en forma al de Stegosaurus, aunque mucho más pequeño. De manera similar, el diente es un diente de estegosaurio típico, pequeño con una base ensanchada y surcos verticales que crean cinco crestas.

### Tamaño y postura

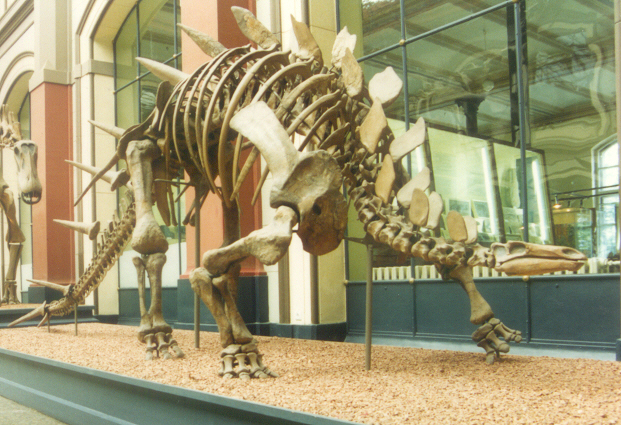
Esqueleto de Kentrosaurus

Kentrosaurus aethiopicus era más pequeño que Stegosaurus ungulatus, Hesperosaurus mjosi, Dacentrurus armatus y Tuojiangosaurus multispinus y casi tan grande como Huayangosaurus taibaii. La longitud total de una montura esquelética compuesta en el Museum für Naturkunde de Berlín, Alemania, desde la punta del hocico hasta la punta de la cola es de 4,5 metros. Un poco más de la mitad de esta longitud está formada por la cola. Se encontraron elementos individuales más grandes, de modo que el animal probablemente podría alcanzar una longitud total de 5,5 metros. En 2010, Gregory S. Paul estimó el peso de un Kentrosaurus de 4 metros de largo, en 700 kilogramos. Una estimación para el montaje compuesto de 4,5 metros de largo en el Museum für Naturkunde Berlin de Mallison, sobre la base de un esqueleto virtual 3D y un modelo 3D, varió entre 1073 L y 1267 L, y una masa corporal entre 1 y 1, toneladas, dependiendo de la cantidad de musculatura reconstruida para la cola.

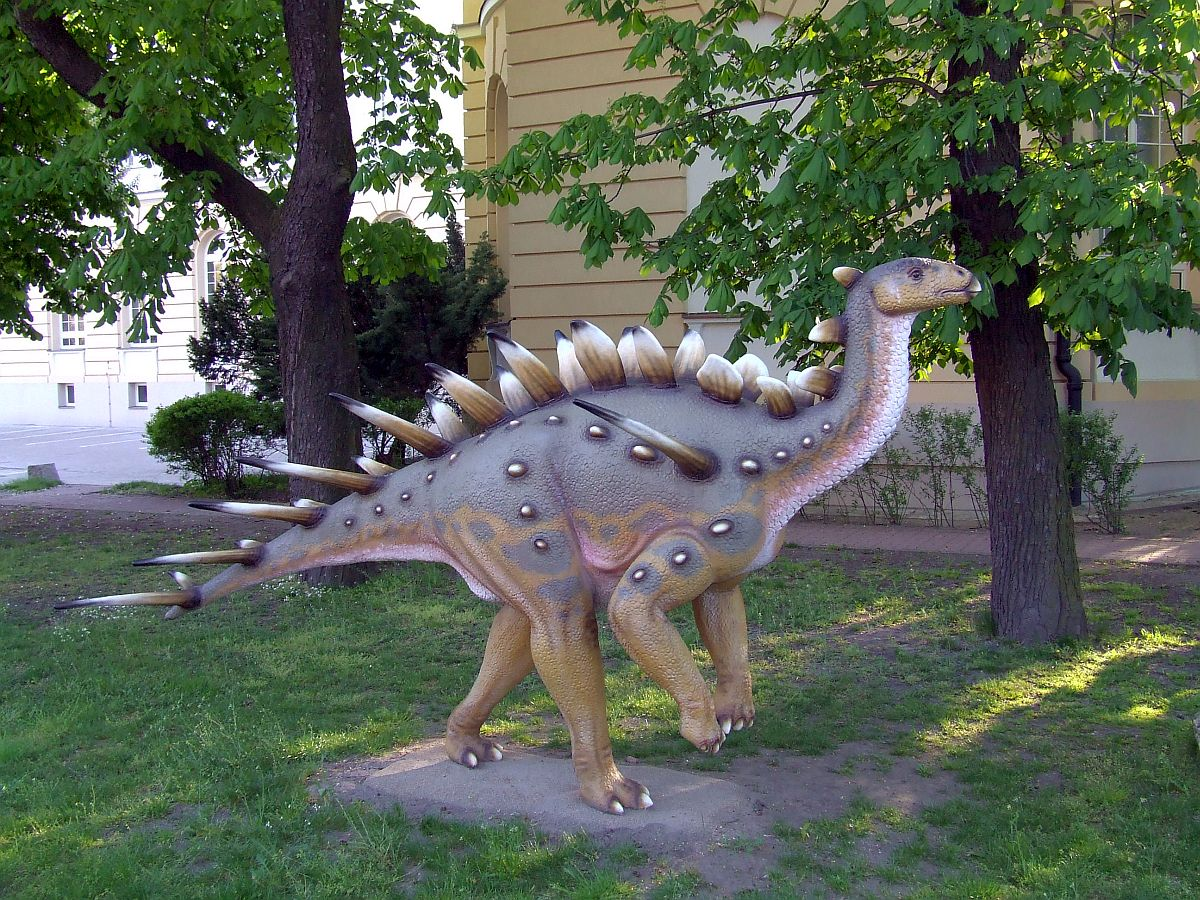
Kentrosaurus en posición bípeda.

La larga cola del Kentrosaurus da como resultado una posición del centro de masa que está inusualmente muy atrás para un animal cuadrúpedo. Descansa justo en frente de la cadera, una posición que generalmente se ve en los dinosaurios bípedos. Sin embargo, los fémures son rectos en Kentrosaurus, a diferencia de los bípedos típicos, lo que indica una posición de extremidad recta y vertical. Por lo tanto, las extremidades posteriores, aunque alimentadas por enormes músculos del muslo unidos a un ilion largo, no soportaban al animal solo, y las extremidades anteriores muy robustas ocupaban del 10 al 15% del peso corporal.

### Características distintivas
Kentrosaurus se puede distinguir de otros miembros de los Stegosauria por una serie de características osteológicas. Mallison en 2011 proporcionó un diagnóstico revisado, una lista actualizada de rasgos distintivos o autapomorfias. Lo más notable es que las espinas neurales, las extensiones superiores de las vértebras en forma de cuchilla, en la cola no corren subparalelas, como en la mayoría de los dinosaurios. En el tercio delantero de la cola, apuntan hacia atrás, en la dirección habitual. Sin embargo, en la cola media, son casi verticales, y más atrás tienen forma de gancho y apuntan oblicuamente hacia adelante. También es típico que las vértebras dorsales tengan un arco neural más del doble de alto que el centro, el cuerpo vertebral, y casi completamente ocupado por el canal neural extremadamente espacioso. El proceso preacetabular, la lámina frontal del ilion se ensancha lateralmente, hacia el lado externo frontal, y no se estrecha.

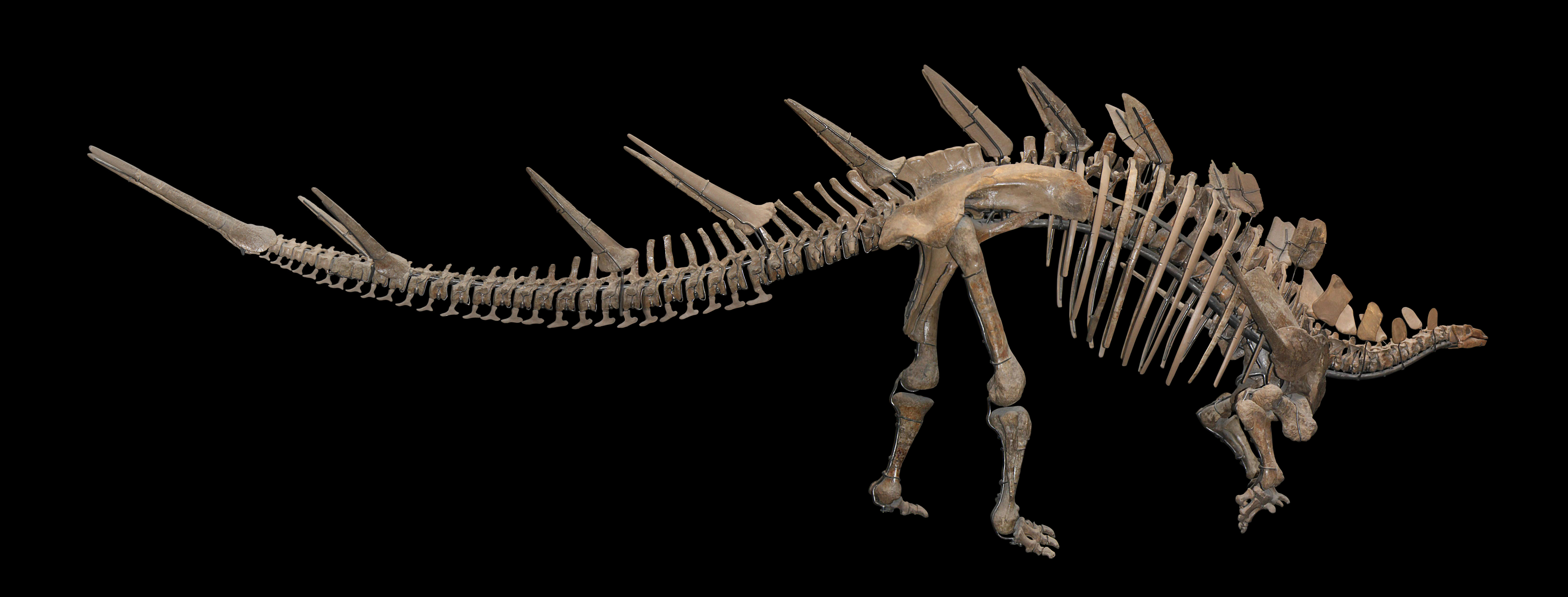
Lectotipo, individuo parcial de la excavación 'St' en Kindope, Tendaguru, Tanzania.

Además, hay una combinación única de rasgos no únicos en sí mismos. Los procesos transversales, las extensiones laterales, de la cola están presentes hasta la vigésima octava vértebra de la serie. Los procesos transversales de las vértebras de la cola frontal tienen forma de varilla con bases estrechas y no tocan la placa formada por la fusión de los procesos de las vértebras sacras. Los galones, huesos que apuntan hacia abajo desde el lado inferior de las vértebras de la cola, tienen la forma de una T invertida. La longitud del ilion es igual o mayor que la del fémur.

### Armadura
Como es típico para un estegosáurido, Kentrosaurus tenía una amplia cobertura de osteodermos, estructuras óseas en la piel, que incluía pequeñas placas, probablemente ubicadas en el cuello y el tronco anterior y espinas de varias formas. Las espinas de Kentrosaurus son muy alargadas, con un espécimen que tiene una longitud del núcleo óseo de 731 milímetros. Las placas tienen una sección engrosada en el medio, como si fueran espinas modificadas. Las puntas y placas probablemente estaban cubiertas por material córneo. Aparte de algunas excepciones, no se encontraron en estrecha asociación con otros restos óseos. Por lo tanto, la posición exacta de la mayoría de los osteodermos es incierto. Se encontró un par de espinas estrechamente espaciadas articuladas con una punta de cola, y se encontraron varias espinas aparentemente separadas regularmente en pares a lo largo del camino de una cola articulada.

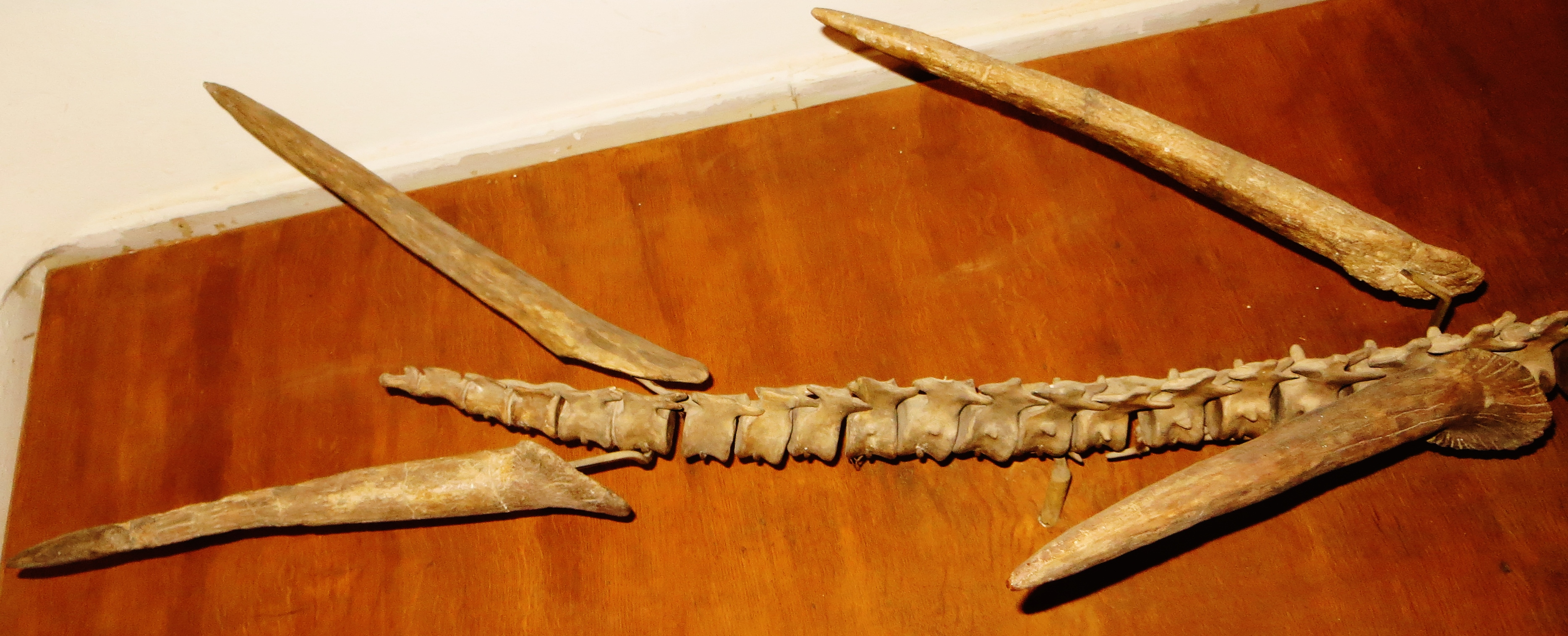
Picos de cola en el Museo de Paleontología de Tubinga.

Hennig y Janensch, al agrupar los elementos de la armadura dérmica en cuatro tipos distintos, reconocieron un cambio aparentemente continuo de forma entre ellos, placas más cortas y más planas en la parte delantera fusionándose gradualmente en espinas más largas y puntiagudas hacia la parte posterior, sugiriendo una distribución ininterrumpida a lo largo de todo el cuerpo, en 15 pares. Debido a que cada tipo de osteodermos se encontró en versiones reflejadas izquierda y derecha, parece probable que todos los tipos de osteodermos se distribuyeron en dos filas a lo largo de la parte posterior del animal, un marcado contraste con el mejor conocido Stegosaurus de América del Norte, que tenía una hilera de placas en el cuello, el tronco y la cola, y dos hileras de púas en la punta de la cola. Hay un tipo de espina que difiere de todas las demás por su robustez, es ligeramente asimétrica y por tener una base muy amplia. Debido a la morfología ósea, las reconstrucciones clásicas la colocaron en las caderas, en la lámina ilíaca, mientras que muchas reconstrucciones recientes la colocan en el hombro, porque se sabe que existió una espina de forma similar en el hombro en los estegosáuridos chinos Gigantspinosaurus y Huayangosaurus.

## Descubrimiento e investigación

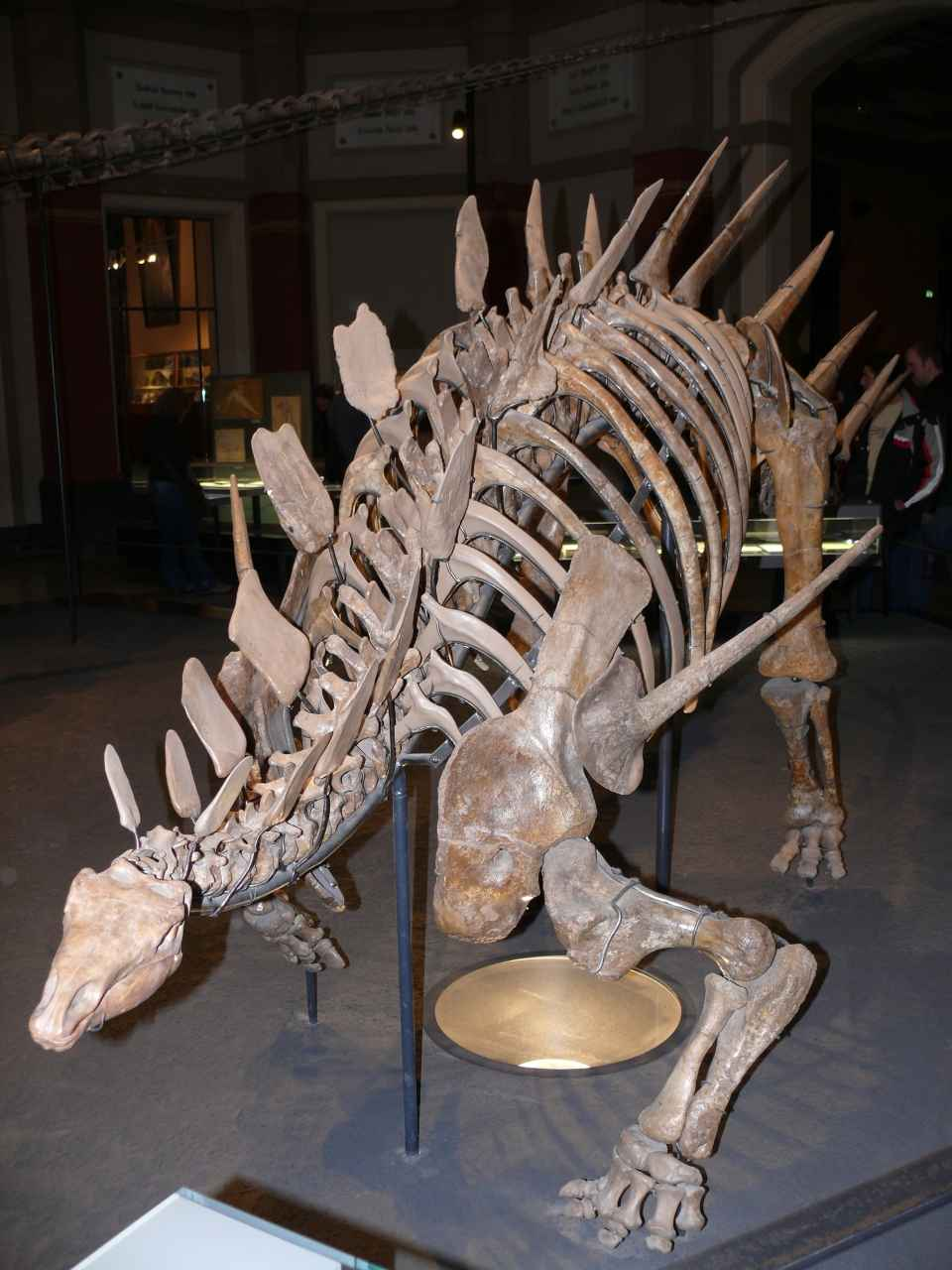
Esqueleto de un Kentrosaurus.

Los primeros fósiles de Kentrosaurus fueron descubiertos por la Expedición Tendaguru alemana en 1909, reconocida como perteneciente a un estegosáurido por el líder de la expedición Werner Janensch el 24 de julio de 1910 y descrita por el paleontólogo alemán Edwin Hennig en 1915. El nombre Kentrosaurus fue acuñado por Hennig y proviene del griego kentron, κέντρον, que significa "punta afilada" o "pinchazo", y sauros, σαῦρος que significa "lagarto", Hennig agregó el nombre específico aethiopicus para denotar la procedencia de África.
A partir de 1909, los restos de Kentrosaurus fueron descubiertos en cuatro canteras en Mittlere Saurierschichten, los Lechos Saurios Medios y una cantera en Obere Saurierschichten, los Lechos Saurianos Superiores. Durante cuatro temporadas de campo, la expedición alemana encontró más de 1200 huesos de Kentrosaurus, pertenecientes a unos cincuenta individuos, muchos de los cuales fueron destruidos durante la Segunda Guerra Mundial. Hoy, casi todo el material restante se encuentra en el Museum für Naturkunde Berlin, aproximadamente 350 especímenes restantes, mientras que el museo del Instituto de Geociencias de la Universidad de Tübingen alberga una montura compuesta, aproximadamente el 50% de los cuales son huesos originales.

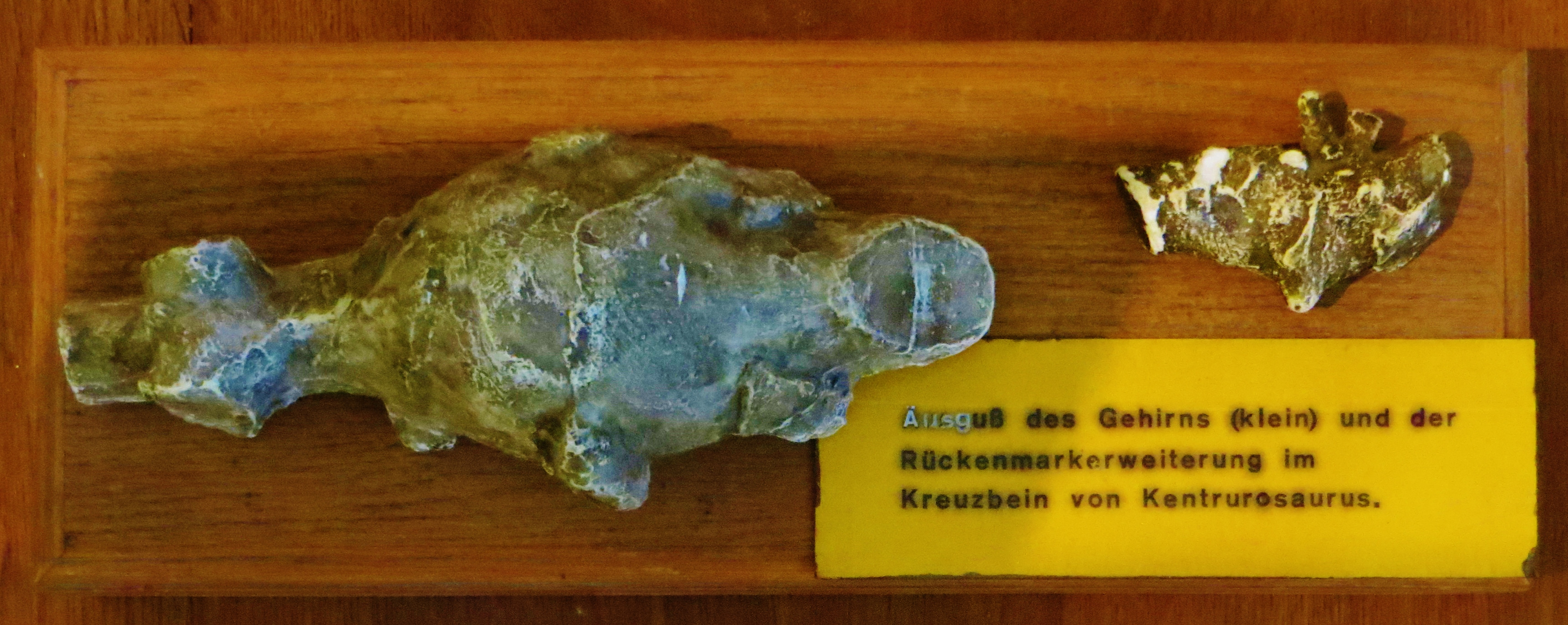
Moldes del ganglio sacro y el cerebro en el Museo de Paleontología de Tubinga.

Aunque no se encontraron individuos completos, se descubrió algo de material en asociación, incluyendo una cola, cadera, varias vértebras dorsales casi completas y algunos elementos de las extremidades de un individuo. Estos forman el núcleo de una montura en el Museum für Naturkunde de Janensch. El montaje fue desmantelado durante la renovación del museo entre 2006 y 2007 y lo volvió a montar en una pose mejorada por Research Casting International. Se pensó que otro material, incluyendo una caja cerebral y una columna vertebral, se extravió o destruyó durante la Segunda Guerra Mundial. Sin embargo, todo el material craneal supuestamente perdido se encontró más tarde en un cajón de un armario del sótano.
El tipo y única especie aceptada de Kentrosaurus es Kentrosaurus aethiopicus, nombrado por Hennig en 1915. El material fósil fragmentario de Wyoming, llamado Stegosaurus longispinus por Charles Gilmore en 1914, fue clasificado en 1993 como una especie norteamericana de Kentrosaurus, como K . longispinus. Sin embargo, esta acción no fue aceptada por la comunidad paleontológica, y S. longispinus ha sido asignado a su propio género, Alcovasaurus, que difiere de Kentrosaurus en tener puntas de cola más alargadas y la estructura de la pelvis y las vértebras.

### Muestras y procedencias
En la descripción original, Hennig no designó un espécimen holotipo. Sin embargo, en una monografía detallada sobre la osteología, la posición sistemática y la paleobiología de Kentrosaurus en 1925, Hennig eligió el esqueleto parcial más completo, hoy inventariado como MB.R.4800.1 y a MB.R.4800.37, como lectotipo. Este material incluye una serie casi completa de vértebras de la cola, varias vértebras de la espalda, un sacro con cinco vértebras sacras y ambas iliones, ambos fémures y un cúbito y está incluido en el esqueleto montado en el Museum für Naturkunde en Berlín, Alemania. La localidad tipo es Kindope, Tanzania , cerca de la colina Tendaguru.
Sin saber que Hennig ya había definido un lectotipo, Peter Galton seleccionó dos vértebras dorsales, los especímenes MB.R.1930 y MB.R.1931, del material figurado en la descripción de Hennig de 1915, como holotipos. Esta definición de holotipo no es válida, porque la selección de Hennig tiene prioridad. En 2011, Heinrich Mallison aclaró que todo el material conocido por Hennig en 1915, es decir, todos los huesos descubiertos antes de 1912, cuando Hermann Heck concluyó las últimas excavaciones alemanas, son paralectotipos y que MB.R.4800 es el lectotipo correcto.

### Controversia del nombre
Poco después de su descripción, surgió una controversia sobre el nombre del estegosáurido, que es muy similar al ceratopsiano Centrosaurus. Según las reglas de la nomenclatura biológica, que prohíbe la homonimia, a dos animales no se les puede dar el mismo nombre. Hennig cambió el nombre de su estegosáurido Kentrurosaurus , "saurio de cola puntiaguda", en 1916, mientras que el paleontólogo húngaro Franz Nopcsa renombró al género como Doryphorosaurus, "saurio portador de lanza", el mismo año. Si hubiera sido necesario un cambio de nombre, Hennig habría tenido prioridad. Sin embargo, debido a que tanto la ortografía como las pronunciaciones son diferentes, Centrosaurus se pronuncia con una C suave, tanto Doryphorosaurus como Kentrurosaurus son nombres de reemplazo innecesarios, Kentrosaurus sigue siendo el nombre válido para el género con Kentrurosaurus y Doryphorosaurus como sus sinónimos objetivos menores.

## Clasificación
Kentrosaurus fue asignado por Hennig a los Stegosauridae en 1915. Esto se confirma mediante análisis cladísticos modernos, aunque en 1915 Stegosauridae era un concepto mucho más inclusivo. Una reducción consecutiva de este concepto provocó que Kentrosaurus, hasta la década de 1980 fuera visto como un típico estegosáurido basal, para ser colocado en una posición más derivada, más alta, en el árbol evolutivo de estegosáurido. Los rasgos derivados incluyen un yugo sacro, un proceso prepúbico largo, un fémur largo y dos hileras de placas o espigas. Un estudio realizado por Octávio Mateus ea en 2009 recuperó Kentrosaurus en una posición basal en los Stegosauridae como se muestra en el siguiente cladograma. Los análisis anteriores habían mostrado a Kentrosaurus más cerca en el árbol de Stegosaurus. Los rasgos basales incluyen un agujero paraquadrático prominente en el cuadrado del cráneo, dientes maxilares con solo siete dentículos en el margen y una espina dorsal.

### Filogenia

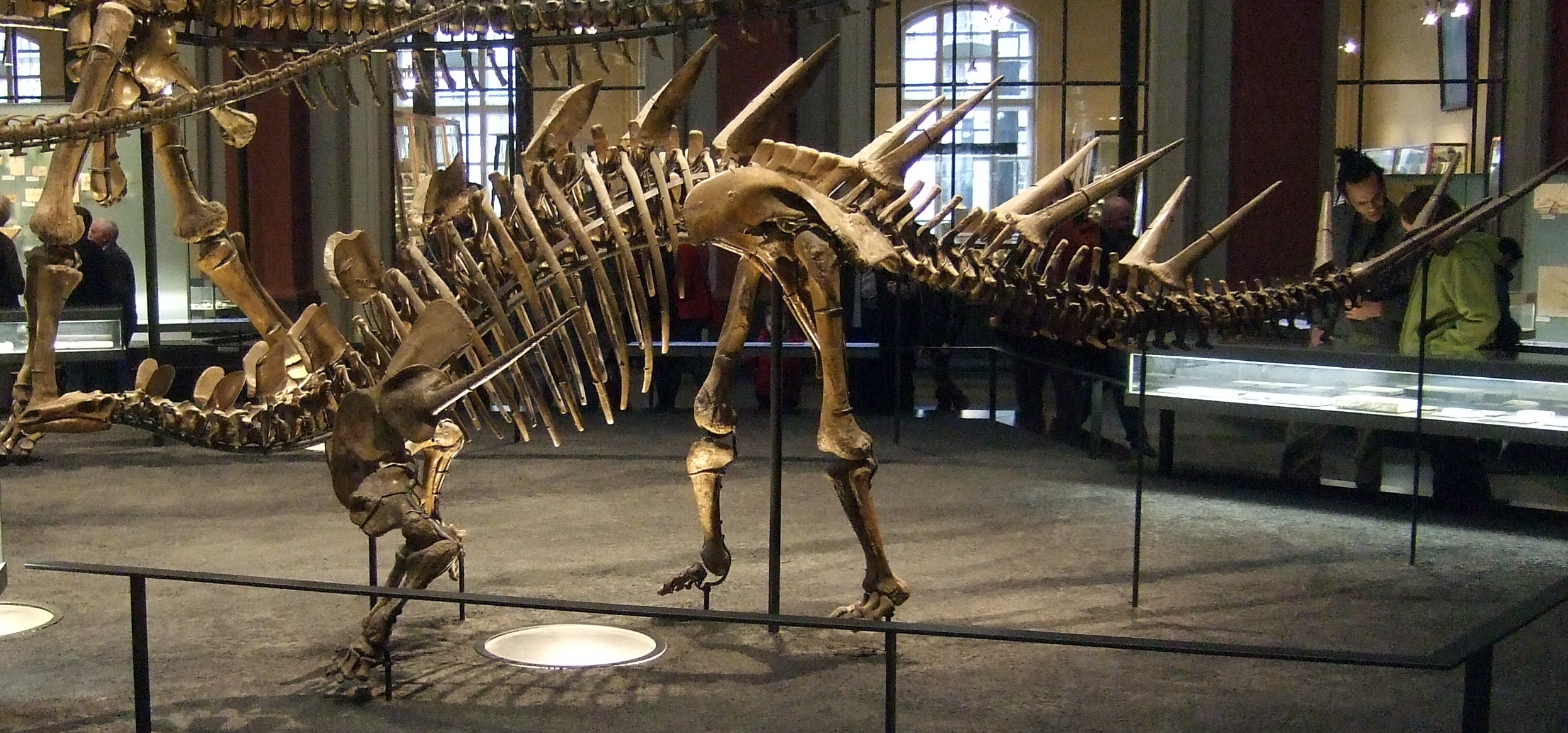
Vista lateral de un esqueleto en exhibición en el Museum für Naturkunde, Berlín.

|  | Dacentrurus |
|  |             |
|  | Miragaia    |
|  |             |

|  | Stegosaurus                                                    |
|  |                                                                |
|  | \| \| Wuerhosaurus \| \| \| \| \| \| Hesperosaurus \| \| \| \| |
|  |                                                                |
|  | Wuerhosaurus                                                   |
|  |                                                                |
|  | Hesperosaurus                                                  |
|  |                                                                |

|  | Wuerhosaurus  |
|  |               |
|  | Hesperosaurus |
|  |               |

|  | Dacentrurus |
|  |             |
|  | Miragaia    |
|  |             |

|  | Stegosaurus                                                    |
|  |                                                                |
|  | \| \| Wuerhosaurus \| \| \| \| \| \| Hesperosaurus \| \| \| \| |
|  |                                                                |
|  | Wuerhosaurus                                                   |
|  |                                                                |
|  | Hesperosaurus                                                  |
|  |                                                                |

|  | Wuerhosaurus  |
|  |               |
|  | Hesperosaurus |
|  |               |

|  | Dacentrurus |
|  |             |
|  | Miragaia    |
|  |             |

|  | Stegosaurus                                                    |
|  |                                                                |
|  | \| \| Wuerhosaurus \| \| \| \| \| \| Hesperosaurus \| \| \| \| |
|  |                                                                |
|  | Wuerhosaurus                                                   |
|  |                                                                |
|  | Hesperosaurus                                                  |
|  |                                                                |

|  | Wuerhosaurus  |
|  |               |
|  | Hesperosaurus |
|  |               |

|  | Dacentrurus |
|  |             |
|  | Miragaia    |
|  |             |

|  | Stegosaurus                                                    |
|  |                                                                |
|  | \| \| Wuerhosaurus \| \| \| \| \| \| Hesperosaurus \| \| \| \| |
|  |                                                                |
|  | Wuerhosaurus                                                   |
|  |                                                                |
|  | Hesperosaurus                                                  |
|  |                                                                |

|  | Wuerhosaurus  |
|  |               |
|  | Hesperosaurus |
|  |               |

|  | Dacentrurus |
|  |             |
|  | Miragaia    |
|  |             |

|  | Stegosaurus                                                    |
|  |                                                                |
|  | \| \| Wuerhosaurus \| \| \| \| \| \| Hesperosaurus \| \| \| \| |
|  |                                                                |
|  | Wuerhosaurus                                                   |
|  |                                                                |
|  | Hesperosaurus                                                  |
|  |                                                                |

|  | Wuerhosaurus  |
|  |               |
|  | Hesperosaurus |
|  |               |

|  | Dacentrurus |
|  |             |
|  | Miragaia    |
|  |             |

|  | Stegosaurus                                                    |
|  |                                                                |
|  | \| \| Wuerhosaurus \| \| \| \| \| \| Hesperosaurus \| \| \| \| |
|  |                                                                |
|  | Wuerhosaurus                                                   |
|  |                                                                |
|  | Hesperosaurus                                                  |
|  |                                                                |

|  | Wuerhosaurus  |
|  |               |
|  | Hesperosaurus |
|  |               |

|  | Dacentrurus |
|  |             |
|  | Miragaia    |
|  |             |

|  | Stegosaurus                                                    |
|  |                                                                |
|  | \| \| Wuerhosaurus \| \| \| \| \| \| Hesperosaurus \| \| \| \| |
|  |                                                                |
|  | Wuerhosaurus                                                   |
|  |                                                                |
|  | Hesperosaurus                                                  |
|  |                                                                |

|  | Wuerhosaurus  |
|  |               |
|  | Hesperosaurus |
|  |               |

|  | Dacentrurus |
|  |             |
|  | Miragaia    |
|  |             |

|  | Stegosaurus                                                    |
|  |                                                                |
|  | \| \| Wuerhosaurus \| \| \| \| \| \| Hesperosaurus \| \| \| \| |
|  |                                                                |
|  | Wuerhosaurus                                                   |
|  |                                                                |
|  | Hesperosaurus                                                  |
|  |                                                                |

|  | Wuerhosaurus  |
|  |               |
|  | Hesperosaurus |
|  |               |

## Paleobiología

### Alimentación

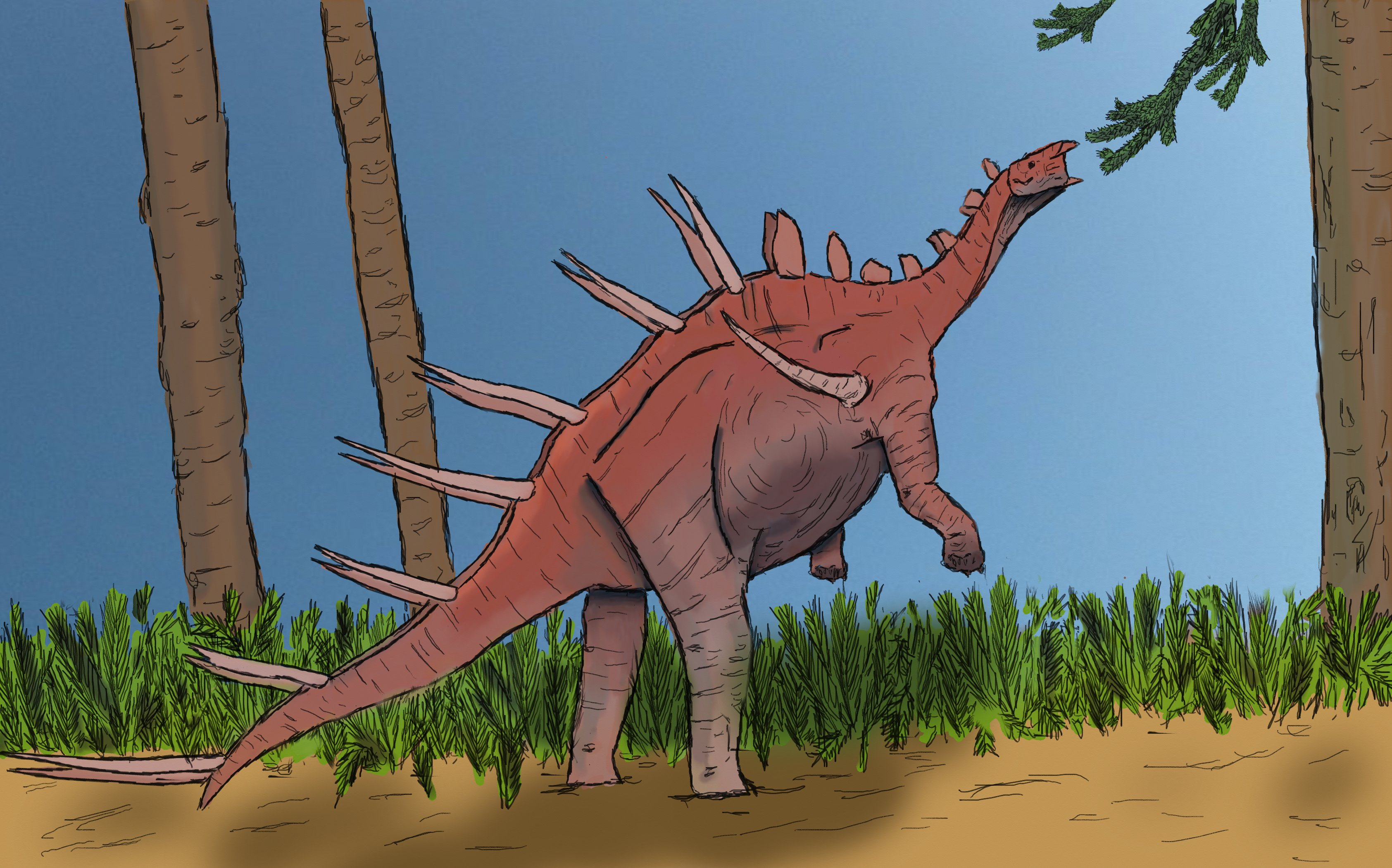
Representación de Kentrosaurus buscando hojas en un árbol.

Como todos los ornitisquios, Kentrosaurus era un herbívoro. El forraje apenas se masticó y se tragó en trozos grandes. Una teoría sobre la dieta de los estegosáuridos sostiene que eran navegadores de bajo nivel, que comían follaje y fruta de bajo crecimiento de varias plantas sin flores. Kentrosaurus era capaz de comer a alturas de hasta 1,7 metros cuando estaba a cuatro patas. También puede haber sido posible que se levante sobre sus patas traseras para alcanzar la vegetación más alta en los árboles. Con su centro de masa cerca de las extremidades posteriores, el animal podría sostenerse mientras se paraba. Las caderas probablemente fueron capaces de permitir una rotación vertical del tronco de aproximadamente 60 grados y la cola probablemente se habría levantado por completo, sin bloquear este movimiento o tener suficiente curvatura para descansar en el suelo, por lo tanto, podría haber brindado apoyo adicional, aunque precisamente debido a esta flexibilidad no es seguro si realmente brindaba mucho apoyo. No era lo suficientemente rígido como para funcionar como una "tercera pata", como lo sugirió Robert Thomas Bakker. En esta pose, Kentrosaurus podría haberse alimentado a alturas de 3,3 metros.

## Defensas
Debido a que la cola tenía al menos 40 vértebras caudales, era altamente móvil. Posiblemente podría girar en un arco de 180 grados, cubriendo todo el semicírculo detrás de él. Las velocidades de giro en el extremo de la cola pueden haber sido tan altas como 50 km/h. Los rápidos y continuos movimientos habrían permitido que las puntas abrieran la piel de su atacante o apuñalen los tejidos blandos y rompan las costillas o los huesos faciales. Golpes mejor dirigidos habrían resultado en la fractura de los costados de las puntas, incluso en huesos largos y fuertes de las piernas por un traumatismo cerrado. Estos ataques habrían paralizado los terópodos pequeños y medianos e incluso podrían haber causado algún daño a los grandes. Interpretaciones anteriores del comportamiento defensivo de Kentrosaurus incluía la sugerencia de que el animal podría haber cargado hacia atrás, para atravesar a los atacantes con sus espinas, en la forma de los puercoespines modernos.

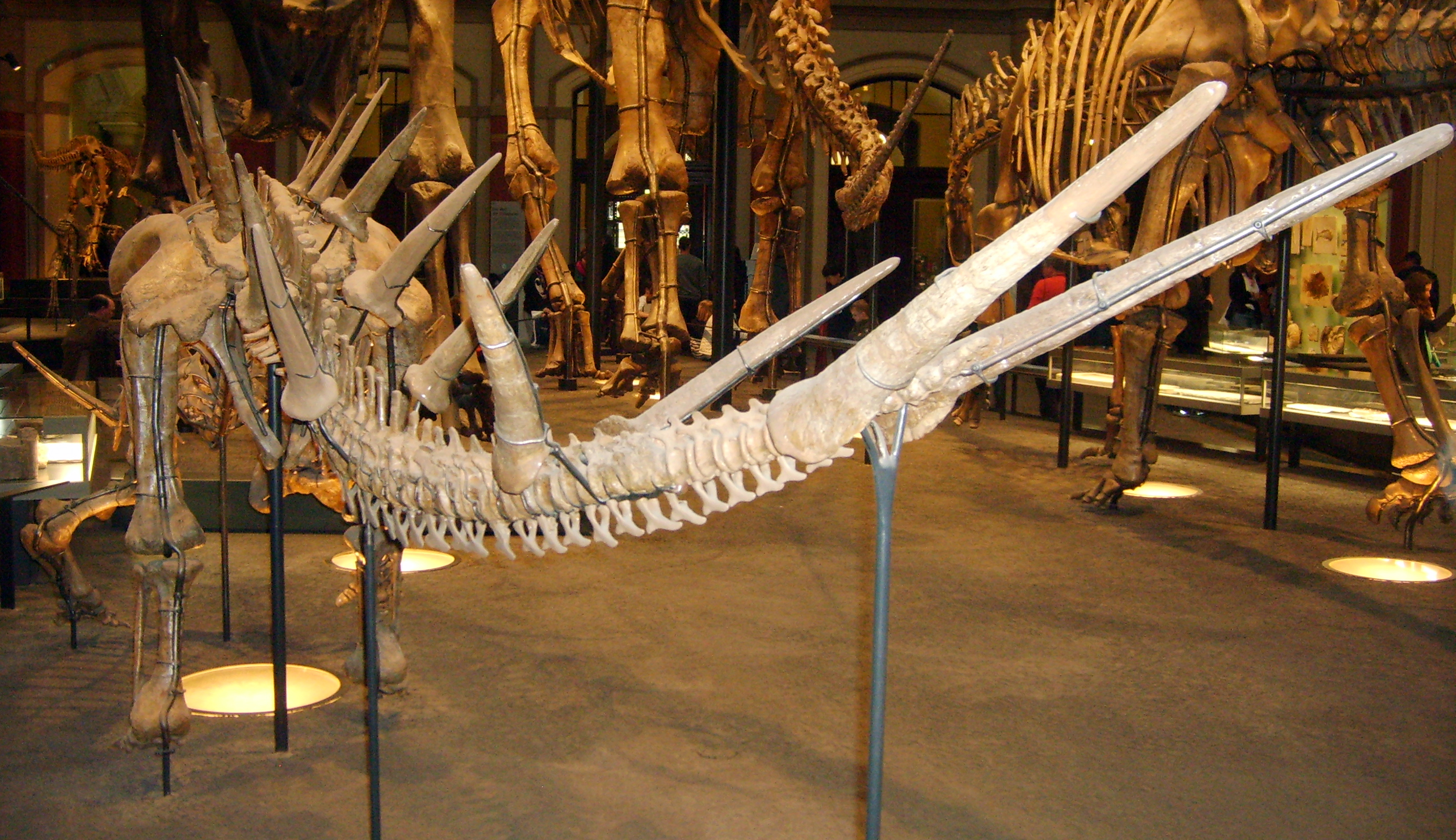
Espinas de cola en el Museo Naturkunde de Berlín.

Aunque Kentrosaurus probablemente se paró con las extremidades anteriores erectas como en otros dinosaurios, se presume que el animal adoptó una postura en expansión al defenderse. Su cuello era lo suficientemente flexible como para permitirle ver a los depredadores, ya que podía llegar a los lados de su cuerpo con su hocico y mirar por encima de la espalda. Además, la posición posterior del centro de masa puede no haber sido ventajosa para una locomoción rápida, pero significaba que el animal podía rotar rápidamente alrededor de las caderas empujando lateralmente con los brazos, manteniendo la cola apuntando hacia el atacante. Kentrosaurus sin embargo, no era invulnerable. Un depredador rápido podría haber llegado a la base de la cola, donde la velocidad de impacto sería mucho menor, cuando la cola pasara y el cuello y la parte superior del cuerpo no hubieran estado protegidos por los movimientos de la cola. Una depredación exitosa de Kentrosaurus puede haber requerido la caza grupal. En comparación con las espigas más robustas de Stegosaurus, las espinas más delgadas de Kentrosaurus tenían un mayor riesgo de flexión.

### Crecimiento
En 2013, un estudio de Ragna Redelstorff et al. concluyó que la histología ósea de Kentrosaurus indicaba que tenía una tasa de crecimiento más alta que la reportada para Stegosaurus y Scutellosaurus, en vista de la deposición relativamente rápida del hueso fibrolamelar altamente vascularizado. Como Stegosaurus era más grande que Kentrosaurus, esto contradice la regla general de que los dinosaurios más grandes crecieron más rápido que los más pequeños.

### Dimorfismo sexual
Las diferencias en las proporciones, no en el tamaño, de los fémures, llevaron a Holly Barden y Susannah Maidment a darse cuenta de que Kentrosaurus probablemente mostraba dimorfismo sexual. Este dimorfismo de los fémures consistía en que fueran más o menos robustos que los demás. La proporción de ocurrencia del morfo robusto con respecto al grácil fue de 2:1 y es probable que el mayor porcentaje de animales fueran hembras. Debido a esta proporción, se consideró razonable suponer que en su sociedad, los machos de Kentrosaurus se aparearon con más de una hembra, un comportamiento que también se encuentra en otros vertebrados.
El problema que plantea la proporción es que los múltiples especímenes estudiados murieron en el mismo lugar, pero probablemente no en una muerte masiva repentina y, por lo tanto, no representan una sola manada o población contemporánea. Los resultados pueden haber sido distorsionados por una mayor probabilidad de que los animales robustos se fosilicen o descubran. En un estudio anterior realizado por Galton en 1982, se sugirió que la diferencia individual en el recuento de costillas sacras de Kentrosaurus y Dacentrurus podría ser una indicación de dimorfismo; las hembras habrían tenido un par adicional de costillas sacras, teniendo también la primera vértebra sacra conectada al ilion, además de los cuatro sacrales posteriores.

## Paleoecología
Kentrosaurus vivió en lo que ahora es Tanzania en la formación Tendaguru del Jurásico Tardío. Las principales canteras de Kentrosaurus se ubicaron en las camas del Saurio Medio que datan del Kimmeridgiense superior. Se encontraron algunos restos en los lechos de Saurio superior que datan del Titoniense. Desde 2012, la frontera entre Kimmeridgiense y Titoniense data de hace 152,1 millones de años.

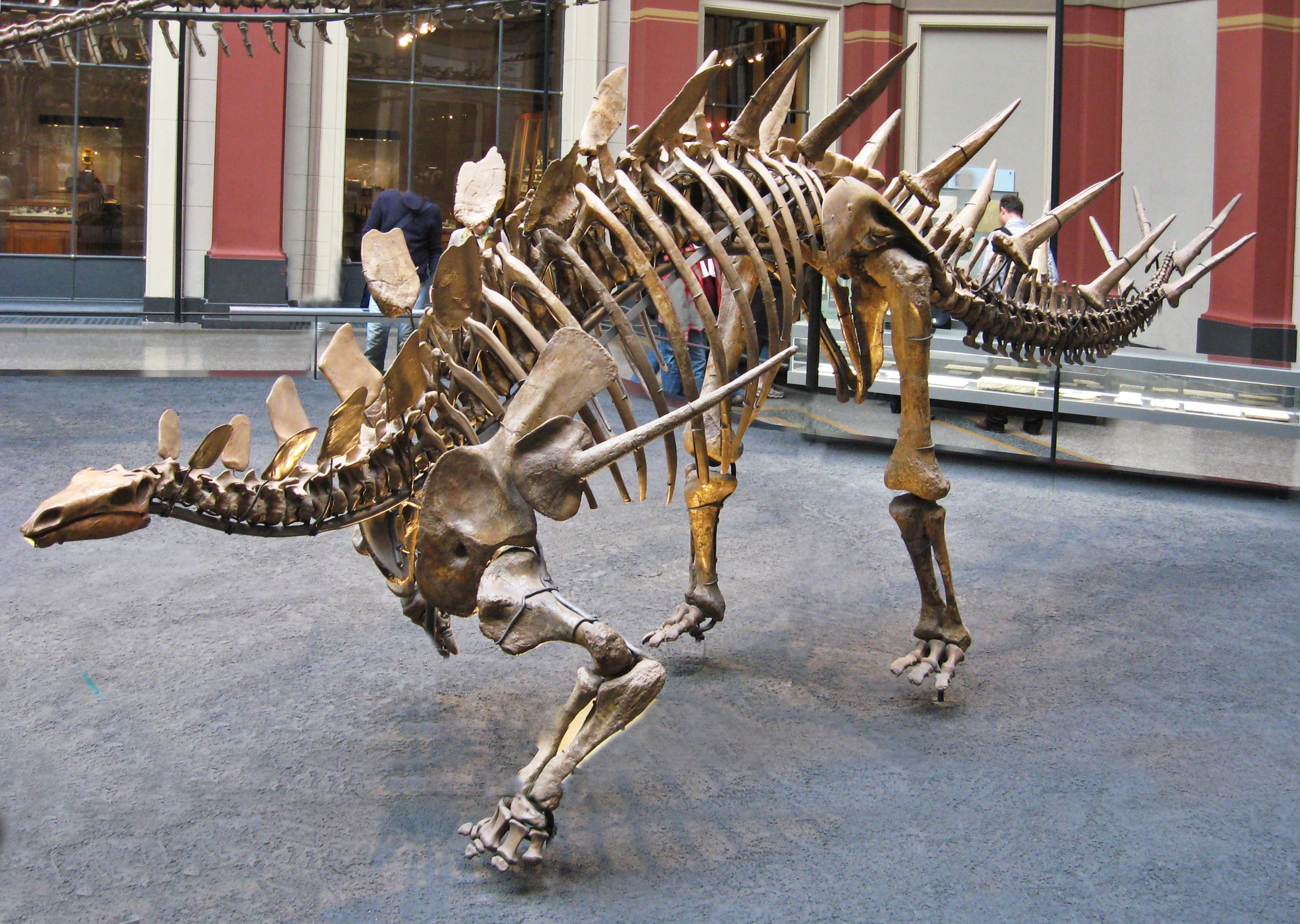
Esqueleto montado, Museum für Naturkunde, Berlín

El ecosistema de Tendaguru consistió principalmente en tres tipos de ambientes, ambientes marinos poco profundos, tipo laguna, llanuras de marea y ambientes costeros bajos y ambientes interiores con vegetación. El ambiente marino existía sobre la base de olas de buen tiempo y detrás de barreras siliciclásticas y ooides. Parecía haber tenido pocos cambios en los niveles de salinidad y experimentado mareas y tormentas. Los entornos costeros consistían en lagos salinos costeros, estanques y piscinas. Estos ambientes tenían poca vegetación y probablemente fueron visitados por dinosaurios herbívoros principalmente durante las sequías. Las tierras interiores bien vegetadas estaban dominadas por coníferas. En general, el clima del Tendaguru del Jurásico Tardío fue subtropical a tropical con lluvias estacionales y períodos secos pronunciados. Durante el Cretácico temprano, Tendaguru se volvió más húmedo. Las camas Tendaguru son similares a la Formación Morrison de América del Norte, excepto en sus camas marinas.
Kentrosaurus habría coexistido con otros ornitisquios como Dysalotosaurus lettowvorbecki, los saurópodos Giraffatitan brancai, Dicraeosaurus hansemanni y D. sattleri, Janenschia robusta, Tendaguria tanzaniensis y Tornieria africanus. Entre los terópodos se encuentran "Allosaurus" tendagurensis, "Ceratosaurus" roechlingi, "Ceratosaurus" ingens, Elaphrosaurus bambergi, Veterupristisaurus milneri y Ostafrikasaurus crassiserratus y el pterosaurio Tendaguripterus recki. Otros organismos que habitaban el Tendaguru incluían corales, equinodermos, cefalópodos, bivalvos, gasterópodos, decápodos, tiburones, peces neopterigios, cocodrilos y pequeños mamíferos como Brancatherulum tendagurensis.